# Кудряшов, Олег Сергеевич
Олег Сергеевич Кудряшов (6 мая 1936, Сталинград, РСФСР, СССР — 28 мая 2016) — советский и украинский флейтист, профессор Национальной музыкальной академии Украины им. П. И. Чайковского, Заслуженный артист Украинской ССР (1969), Народный артист Украины (2008), лауреат ІІ премии Парижской консерватории (1959), лауреат (I премии) Всемирного фестиваля молодежи и студентов (Хельсинки 1962), лауреат ІІ премии) Всесоюзного конкурса музыкантов — исполнителей на духовых инструментах (1963).

## Жизненный путь
В 1950-54 году учился игре на флейте в Воронежском музыкальном училище, в 1954-56 гг. — Музыкально-педагогическом институте им. Гнесиных, в 1959 году окончил Московскую консерваторию им. П. И. Чайковского по классу флейты (класс Н. И. Платонова). В 1962 г. — аспирантуру. В 1958 году учился в Парижской консерватории (кл. Г. Крюнеля),1961-1962 гг. — ассистент профессора Платонова. С 1963 — солист заслуженного симфонического оркестра Украины, преподаватель Киевской консерватории им. П. И. Чайковского (1965)

## Творческая работа
С именем Олега Кудряшова связано формирование киевской современной флейтовой школы. Он является ярким представителем Европейской исполнительской музыкальной школы академического направления. Именно ему повезло штудировать модернистское направление игры на духовых инструментах во время обучения в Парижской консерватории. На концертной сцене он пропагандировал произведения Пуленка, Хиндемита, Боцца, Г. Штрауса и других современных композиторов, произведения которых были в то время практически не доступны через тогдашнюю политическую ситуацию в СССР. В то же время Олег Кудряшов является ярким представителем классической камерно-инструментальной музыки. В свое время он организовал камерный оркестр.
Народный артист СССР, композитор А. Я. Штогаренко о Кудряшове: «Замечательный музыкант-исполнитель, тонкий интерпретатор классического и современного репертуара. Его концертные выступления имеют большой успех. Он играет не только в оркестре, но и ведет большую концертную деятельность с Киевским камерным оркестром, гастролирует городами Украины, СССР и за рубежом, пропагандируя произведения классической и советской музыки. В его чертах мы видим флейтиста высокого класса, который отличается артистизмом и тонким вкусом».
За многолетний период творческого и педагогического труда Кудряшов воспитал целый ряд исполнителей-флейтистов, лауреатов республиканских конкурсов, педагогов, которые работали в различных оркестрах.